# Yannick Dalmas
 Yannick Dalmas  (Le Beausset, França, 28 de juliol del 1961) va ser un pilot de curses automobilístiques francès que va arribar a disputar curses de Fórmula 1. Fora de la F1 ha estat quatre vegades guanyador de les 24 hores de Le Mans, als anys 1992, 1994, 1995 i 1999.

## A la F1
Yannick Dalmas va debutar a la catorzena cursa de la temporada 1987 (la 38a temporada de la història) del campionat del món de la Fórmula 1, disputant el 18 d'octubre del 1987 el G.P. de Mèxic al circuit de Mèxic.
Va participar en un total de quaranta-nou curses puntuables pel campionat de la F1, disputades en cinc temporades no consecutives (temporada 1987 - 1990 i 1994), aconseguint una cinquena posició com millor classificació en una cursa i no assolí cap punt pel campionat del món de pilots (l'equip no havia inscrit el monoplaça de Dalmas pel campionat de marques).

## Resultats a la Fórmula 1
| Any  | Equip                                | Xassís    | Motor       | 1       | 2       | 3       | 4       | 5       | 6       | 7      | 8       | 9       | 10      | 11      | 12      | 13      | 14      | 15      | 16      | Posició | Punts |
| ---- | ------------------------------------ | --------- | ----------- | ------- | ------- | ------- | ------- | ------- | ------- | ------ | ------- | ------- | ------- | ------- | ------- | ------- | ------- | ------- | ------- | ------- | ----- |
| 1987 | Larrousse Calmels                    | Lola      | Ford        | BRA     | SMR     | BEL     | MON     | E.USA   | FRA     | GBR    | ALE     | HUN     | AUT     | ITA     | POR     | ESP     | MEX 9   | JPN 14  | AUS 5   | -       | 0*    |
| 1988 | Larrousse Calmels                    | Lola      | Ford        | BRA Ret | SMR 12  | MON 7   | MEX 9   | CAN NVQ | E.USA 7 | FRA 13 | GBR 19  | ALE Ret | HUN 9   | BEL Ret | ITA Ret | POR Ret | ESP Ret | JAP     | AUS     | -       | 0     |
| 1989 | Equipe Larrousse                     | Lola      | Lamborghini | BRA NVQ |         |         |         |         |         |        |         |         |         |         |         |         |         |         |         | -       | 0     |
| 1989 | Equipe Larrousse                     | Lola      | Lamborghini |         | SMR Ret | MON NVQ | MEX NVQ | USA NVQ | CAN NVQ | FRA    |         |         |         |         |         |         |         |         |         | -       | 0     |
| 1989 | Automobiles Gonfaronnaises Sportives | AGS       | Ford        |         |         |         |         |         |         |        | GBR NVQ | ALE NVQ | HUN NVQ |         |         |         |         |         |         | -       | 0     |
| 1989 | Automobiles Gonfaronnaises Sportives | AGS       | Ford        |         |         |         |         |         |         |        |         |         |         | BEL NVQ | ITA NVQ | POR     | ESP NVQ | JPN NVQ | AUS NVQ | -       | 0     |
| 1990 | AGS                                  | AGS       | Ford        | USA NVQ | BRA Ret | SMR NVQ |         |         |         |        |         |         |         |         |         |         |         |         |         | -       | 0     |
| 1990 | AGS                                  | AGS       | Ford        |         |         |         | MON NVQ | CAN NVQ | MEX NVQ | FRA 17 | GBR NVQ | ALE NVQ | HUN NVQ | BEL NVQ | ITA NC  | POR Ret | ESP 9   | JPN NVQ | AUS NVQ | -       | 0     |
| 1994 | Tourtel Larrousse F1                 | Larrousse | Ford        | BRA     | PAC     | SMR     | MON     | ESP     | CAN     | FRA    | GBR     | ALE     | HUN     | BEL     | ITA Ret | POR 14  | EUR     | JPN     | AUS     | -       | 0     |

(*) L'equip no havia inscrit el monoplaça de Dalmas pel campionat de marques i els punts que va aconseguir no es comptabilitzaven.

### Resum
| Curses: | Victòries: | Pòdiums: | Poles: | Voltes ràpides: | Punts: |
| ------- | ---------- | -------- | ------ | --------------- | ------ |
| 49 (24) | 0          | 0        | 0      | 0               | 0* (2) |